# Margot Honeckerová
Margot Honeckerová (nepřechýleně Honecker, rozená Feist; 17. dubna 1927 Halle an der Saale – 6. května 2016 Santiago de Chile) byla německá komunistická politička, členka Sjednocené socialistické strany Německa, mezi léty 1963–1989 ministryně lidového školství Německé demokratické republiky. Byla třetí manželkou Ericha Honeckera.

## Vyznamenání
- Vlastenecký záslužný řád ve zlatě – Východní Německo, 1964
- Řád Karla Marxe – Východní Německo, 1977 a 1987
- Řád Rubéna Daría – Nikaragua, 2008 – udělil prezident Daniel Ortega[3]